# Берия, Лаврентий Павлович
Лавре́нтий Па́влович Бе́рия (груз. ლავრენტი პავლეს ძე ბერია Лавре́нти Па́влес дзе Бе́риа; 17 (29) марта 1899, Мерхеули, Кутаисская губерния, Российская империя — 23 декабря 1953, Москва) — советский государственный и партийный деятель, генеральный комиссар государственной безопасности (1941), Маршал Советского Союза (1945), Герой Социалистического Труда (1943), лишённый этих званий в 1953 году.
С 1941 года — заместитель Председателя Совета народных комиссаров (с 1946 года — Совет министров) Союза ССР И. В. Сталина, после его смерти 5 марта 1953 года — первый заместитель Председателя Совета министров СССР Г. Маленкова и одновременно министр внутренних дел СССР. Член Государственного комитета обороны СССР (1941—1945), заместитель председателя ГКО СССР (1944—1945). Член ЦИК СССР 7-го созыва, депутат Верховного Совета СССР 1—3-го созывов. Член ЦК ВКП(б) (1934—1953), кандидат в члены Политбюро ЦК (1939—1946), член Политбюро ЦК ВКП(б) (1946—1952), член Президиума ЦК КПСС (1952—1953). Входил в ближайшее окружение Сталина. Курировал ПВО и ряд важнейших отраслей военной промышленности, в том числе все разработки, касавшиеся создания атомного оружия и ракетной техники. С 20 августа 1945 года руководил реализацией атомной программы СССР.
26 июня 1953 года Берия был арестован по обвинению в измене Родине в форме шпионажа и заговоре с целью захвата власти. 23 декабря 1953 года расстрелян по приговору Специального судебного присутствия Верховного Суда СССР.

## Биография

### Детство и юность
Лаврентий Берия родился 17 [29] марта 1899 года в Мерхеули Кутаисской губернии в бедной крестьянской семье. Его мать Марта Джакели (1868—1955) — мегрелка, по утверждению Серго Берии и односельчан, состояла в отдалённом родстве с мегрельским княжеским родом Дадиани. После смерти первого мужа Марта осталась с сыном и двумя дочерьми на руках. Позднее, по причине крайней бедности, детей от первого брака Марты взял на воспитание её брат Дмитрий.
Отец Лаврентия, Павел Хухаевич Берия (1872—1922), переехал в Мерхеули из Мегрелии. В семье у Марты и Павла родилось трое детей, но один из сыновей умер в 2-летнем возрасте, а дочь после болезни осталась глухонемой. Заметив у Лаврентия хорошие способности, родители постарались дать ему хорошее образование — в Сухумском высшем начальном училище. Чтобы оплатить учёбу и проживание, родителям пришлось продать полдома.
В 1915 году Берия, окончив Сухумское высшее начальное училище, уехал в Баку и поступил в Бакинское среднее механико-техническое строительное училище, по окончании которого получил диплом техника-архитектора. С 17 лет он содержал мать и глухонемую сестру, которые переехали к нему. Работая с 1916 года практикантом главной конторы нефтяной компании Нобелей, одновременно продолжал учёбу в училище. В 1919 году окончил его, получив диплом техника строителя-архитектора.
С 1916 года состоял в нелегальном марксистском кружке механико-строительного училища, был его казначеем. В марте 1917 года Берия стал членом РСДРП(б). В июне — декабре 1917 года в качестве техника гидротехнического отряда выезжал на Румынский фронт, служил в Одессе, затем в Пашкани (Румыния), был комиссован по болезни и вернулся в Баку, где с февраля 1918 года работал в городской организации большевиков и секретариате Бакинского Совета рабочих депутатов. После поражения Бакинской коммуны и взятия Баку турецко-азербайджанскими войсками (сентябрь 1918 года) остался в городе и участвовал в работе подпольной большевистской организации вплоть до установления Советской власти в Азербайджане (апрель 1920 года). С октября 1918 года по январь 1919 года — конторщик на заводе «Каспийское товарищество Белый Город», Баку.

### В азербайджанской контрразведке
Тема, касающаяся службы Берии в контрразведке Азербайджанской Демократической Республики (АДР), остаётся до конца не определённой. С его слов, работая в 1919—1920 году в контрразведке, он передавал в штаб XI Красной Армии в Царицыне добытую информацию. Подтвердить однозначно это никто не мог. Поступление Берии на службу контрразведки впоследствии, в 1953 году, стало одним из обвинений, выдвинутых против него.
Согласно «Энциклопедии секретных служб России», осенью 1919 года по заданию руководителя бакинского большевистского подполья А. И. Микояна стал агентом Организации по борьбе с контрреволюцией (контрразведки) при Комитете государственной обороны АДР. По А. В. Антонову-Овсеенко, в разведку мусаватистов (на тот момент ведущая политическая сила в Азербайджане) Берия был взят по рекомендации своего одноклассника Мирзы Балы, который также познакомил его с М. Д. Багировым (по показаниям самого Берии, знакомство с Багировым произошло в 1921 году).
В автобиографии, датированной 22 октября 1923 года, Берия писал:
В первое время турецкой оккупации я работал в Белом городе на заводе «Каспийское товарищество» в качестве конторщика. Осенью того же 1919 года от партии «Гуммет» поступаю на службу в контрразведку, где работаю вместе с товарищем Муссеви. Приблизительно в марте 1920 года, после убийства товарища Муссеви, я оставляю работу в контрразведке и непродолжительное время работаю в Бакинской таможне.
Согласно автобиографии, Берия «осенью 1919 года от партии „Гуммет“» поступает на службу в контрразведку и «приблизительно в марте 1920 года, после убийства Муссеви», оставляет работу. Мир Фаттах Мусеви будет убит в одном из ресторанов Баку в начале осени, 5 сентября 1919 года.
На состоявшемся 2 июля 1953 года заседании Пленума ЦК КПСС Хрущёв напомнил про Пленум ЦК ВКП(б), который проходил 23-29 июня 1937 года, сказав: «Тогда с этой трибуны было заявлено, что Берия работал в контрразведке в Баку. Это сказал Каминский». Упомянутый им Г. Н. Каминский в 1920—1921 годах был ответственным секретарём ЦК АКП(б) и председателем Бакинского Совета, то есть тогда, когда Берия служил сотрудником АзЧК. Каминский участвовал в работе июньского пленума 1937 года с 23 по 26 число, но заседания Пленума в те дни не стенографировались и это выступление по косвенным данным могло быть на вечернем заседании Пленума 24 июня. После сказанного Хрущёвым Багиров добавил, что в архивах Баку нет никаких следов, говорящих «о работе Берия в муссаватской разведке по заданию партийной организации». Но когда 9 апреля следующего года Багирова в Бутырской тюрьме МВД СССР допросил генеральный прокурор СССР Р. А. Руденко, то Багиров заявил, что знал о службе Берии в азербайджанской контрразведке, причём от самого Берии: «Да, знал. Об этом мне рассказал сам Берия на следующий день, как в феврале 1921 года пришёл на работу в Аз[ербайджанскую] ЧК в качестве начальника СОЧ и моего заместителя. Он мне говорил, что в этой разведке работал по заданию партии».
За год до допроса Багирова, в 1953 году, Р. А. Руденко допросил самого Берию. Берия указал, что на службу он поступил по заданию большевистского крыла социал-демократической организации «Гуммет», в частности, Мирзадауда Гуссейнова, и заявил, что «в основном моя деятельность свелась в ознакомлении с письмами граждан, которые поступали в контрразведку. Эту работу я проводил под руководством Измайлова». Багиров же на июльском пленуме ЦК КПСС 1953 года говорил, что без Микояна «никто никуда не мог пойти или быть посланным партийной организацией», поскольку «при контрреволюционном муссаватском режиме в Баку и во всём Азербайджане подпольные и партийные кадры и вся партийная работа возглавлялась тов. Микояном».
По словам Берии, заместитель начальника контрразведки Мусеви «давал задание Измайлову, а через него мне, ознакомливаться с письмами и при надобности ориентировать его, Мусеви, о письмах, заслуживающих внимание». Работа в контрразведке, по мнению Берии, продолжалась 3-4 месяца или больше. Заявление об увольнении он подал по совету Гусейнова, а причиной явилось то, что азербайджанская контрразведка, которая состояла из левых элементов коммунистов и мусаватистов, стала полностью мусаватской.

### Снова в Грузии
В апреле 1920 года, после установления в Азербайджане советской власти, был направлен на нелегальную работу в Грузинскую Демократическую Республику в качестве уполномоченного Кавказского крайкома РКП(б) и регистрационного отдела Кавказского фронта при Реввоенсовете 11-й армии. Почти сразу же был арестован в Тифлисе и освобождён с предписанием в трёхдневный срок покинуть Грузию. В автобиографии Берия писал:
С первых же дней после Апрельского переворота в Азербайджане краевым комитетом компартии (большевиков) от регистрода Кавказского фронта при РВС 11-й армии командируюсь в Грузию для подпольной зарубежной работы в качестве уполномоченного. В Тифлисе связываюсь с краевым комитетом в лице тов. Амаяка Назаретяна, раскидываю сеть резидентов в Грузии и Армении, устанавливаю связь со штабами грузинской армии и гвардии, регулярно посылаю курьеров в регистрод города Баку. В Тифлисе меня арестовывают вместе с Центральным Комитетом Грузии, но согласно переговорам Г. Стуруа с Ноем Жордания освобождают всех с предложением в 3-дневный срок покинуть Грузию. Однако мне удаётся остаться, поступив под псевдонимом Лакербая на службу в представительство РСФСР к товарищу Кирову, к тому времени приехавшему в город Тифлис.
Позднее, участвуя в подготовке вооружённого восстания против грузинского меньшевистского правительства, был разоблачён местной контрразведкой, арестован и заключён в Кутаисскую тюрьму, затем выслан в Азербайджан. Об этом он пишет:
В мае 1920 года я выезжаю в Баку в регистрод за получением директив в связи с заключением мирного договора с Грузией, но на обратном пути в Тифлис меня арестовывают по телеграмме Ноя Рамишвили и доставляют в Тифлис, откуда, несмотря на хлопоты товарища Кирова, направляют в Кутаисскую тюрьму. Июнь и июль месяцы 1920 года я нахожусь в заключении, только после четырёх с половиной дней голодовки, объявленной политзаключёнными, меня этапным порядком высылают в Азербайджан.
Шатуновская О. Г. описывает эпизод ареста Берии в Баку, упоминая расстрелянного впоследствии (в 1956 г.) Багирова: «Берия … не был в Азербайджане долго. В Азербайджане его посадили в тюрьму… Его посадили как провокатора, а Багиров его освободил. Киров в Тбилиси был тогда постпредом. Он дал телеграмму в штаб 11 армии, в реввоенсовет, Орджоникидзе: „Сбежал провокатор Берия, арестуйте“».

### На службе Азербайджанской ЧК
Возвратившись в Баку, Берия несколько раз пытался продолжить учёбу в Бакинском политехническом институте, которое было преобразовано в училище, окончил три курса. В августе 1920 года он стал управляющим делами ЦК КП(б) Азербайджана, а в октябре того же года — ответственным секретарём Чрезвычайной комиссии по экспроприации буржуазии и улучшению быта рабочих, проработав в этой должности до февраля 1921 года. На состоявшемся 24 апреля 1921 года заседании Политбюро и Оргбюро ЦК АКП(б) его назначили заместителем заведующего (тогда им был Гусейн Ахундов) Секретно-оперативного отдела Азербайджанской Чрезвычайной Комиссии по борьбе с контрреволюцией, спекуляцией, бандитизмом и преступлениями по должности (Аз. ЧК) при Совете Народных Комиссаров (СНК) Азербайджанской ССР. Постановлением Политбюро ЦК АКП(б) от 16 июля он стал заместителем председателя Аз. ЧК (в других источниках указан май 1921 года).
Приблизительно в это время он подружился с М. Д. Багировым, который являлся председателем Азербайджанской ЧК. По показаниям Л. П. Берии, их знакомство произошло примерно в апреле 1921 года, в то время как Багиров на допросе в 1954 году заявил, что они были в тесных связях с февраля того же года. Дружба между ними была очень близкой. В кавказской партийной организации их даже называли «сиамскими близнецами». Согласно С. Р. Мильштейну «за время совместной работы и до последних дней у Берия были самые близкие взаимоотношения с Багировым». По признанию самого Л. П. Берии, он имел хорошие отношения с М. Д. Багировым, но порой бывали и плохие, «когда я с ним не соглашался или заставлял его выполнять данные ему указания». В подготовленной 19 августа 1953 года ЦРУ США двухстраничной справке о М. Д. Багирове говорилось, что Л. П. Берия, находясь в подполье, женился на сестре Багирова. Поскольку ни в биографии самого Багирова, ни Берии, нет письменных или устных свидетельств на сей счёт, то эта информация, скорее всего, не соответствует действительности. Падение как Берии, так и Багирова произошло практически одновременно.
В 1921 году Берия подвергался резкой критике со стороны партийного и чекистского руководства Азербайджана за превышение полномочий и фальсификацию уголовных дел, однако серьёзного наказания избежал. (За него ходатайствовал Анастас Микоян.)
Во время проводившейся в декабре 1921 года чистки Азербайджанской партийной организации возник вопрос о службе Берии в «мусаватской контрразведке». Сначала расследование осуществлялось ЦКК Азербайджанской и Закавказской партийных организаций, после чего оно было передано в ЦКК РКП(б). Последнее постановило перевести Берию в распоряжение РКП(б). Президиум ЦК АКП(б) на своём заседании, состоявшемся 6 мая 1922 года, принял решение: «Признать работу Берия в Аз. ЧК крайне необходимой, просить ЦК РКП оставить его в Азербайджане и не приводить в исполнение постановление ЦКК».
После того, как Багирова в январе 1922 года на время отстранили от должности «за нарушение революционной законности», Берия сел в кресло своего начальника. В официальных документах того времени он значится как глава Аз. ЧК. Так, в протоколе заседания Президиума ЦК АКП(б) от 8 апреля имя Берии в списке членов Президиума стоит, как и полагается председателю Аз. ЧК, на третьем месте, в то время как имя Багирова в списке отсутствовало. В приказе № 2703 Административного отдела Закавказского ЧК от 8 июня он назван председателем Аз. ЧК.
Тогда же участвовал в разгроме мусульманской организации «Иттихад» и ликвидации закавказской организации правых эсеров. Летом 1922 года Берия получил должность заведующего Секретно-оперативного отдела Аз. ЧК.

### Работа в органах госбезопасности Грузии
В ноябре 1922 года Берию переводят в Тифлис, где назначают начальником Секретно-оперативной части и заместителем председателя ЧК при СНК Грузинской ССР, позднее преобразованной в Грузинское ГПУ (Государственное политическое управление), с совмещением должности начальника Особого отдела Закавказской армии. В июле 1923 года награждён Центральным Исполнительным Комитетом Грузии орденом Боевого Красного Знамени республики.
В 1924 году участвовал в подавлении меньшевистского восстания, был удостоен ордена Красного Знамени СССР.
С марта 1926 года — заместитель председателя ГПУ Грузинской ССР, начальник Секретно-оперативной части.
2 декабря 1926 года Лаврентий Берия стал председателем ГПУ при СНК Грузинской ССР (состоял в этой должности по 3 декабря 1931 года), заместителем полномочного представителя ОГПУ при СНК СССР в ЗСФСР и заместителем председателя ГПУ при СНК ЗСФСР (по 17 апреля 1931 года). Одновременно с декабря 1926 года по 17 апреля 1931 года являлся начальником Секретно-оперативного управления Полномочного представительства ОГПУ при СНК СССР в ЗСФСР и ГПУ при СНК ЗСФСР.
Одновременно с апреля 1927 года по декабрь 1930 года — народный комиссар внутренних дел Грузинской ССР. Берия безрезультатно добивался встречи со Сталиным, отдыхавшим в Абхазии. В итоге обратился 27 сентября 1931 года к Нестору Лакобе, который обеспечил ему встречу с вождём, вероятно в конце сентября или начале октября 1931 года.
6 июня 1930 года постановлением пленума ЦК КП(б) Грузинской ССР Лаврентий Берия был назначен членом Президиума (впоследствии Бюро) ЦК КП(б) Грузии. 17 апреля 1931 года занял должности председателя ГПУ при СНК ЗСФСР, полномочного представителя ОГПУ при СНК СССР в ЗСФСР и начальника Особого отдела ОГПУ Кавказской Краснознамённой армии (по 3 декабря 1931 года). Одновременно с 18 августа по 3 декабря 1931 года — член коллегии ОГПУ СССР.

### На партийной работе в Закавказье
31 октября 1931 года Политбюро ЦК ВКП(б) рекомендовало Л. П. Берию на пост второго секретаря Закавказского крайкома (в должности по 17 октября 1932 года), 14 ноября 1931 года он стал первым секретарём ЦК КП(б) Грузии (по 31 августа 1938 года), а 17 октября 1932 — первым секретарём Закавказского крайкома при сохранении должности первого секретаря ЦК КП(б) Грузии, был избран членом ЦК КП(б) Армении и Азербайджана. 5 декабря 1936 года ЗСФСР была разделена на три самостоятельные республики, Закавказский крайком ликвидирован постановлением Центрального Комитета ВКП(б) 23 апреля 1937 года.
10 марта 1933 года Секретариат ЦК ВКП(б) включил Берию в список рассылки материалов, направляемых членам ЦК, — протоколов заседаний Политбюро, Оргбюро, Секретариата ЦК. В 1934 году на XVII съезде ВКП(б) был впервые избран членом ЦК.
В декабре 1934 года Берия присутствовал на приёме у Сталина в честь его 55-летия.
В начале марта 1935 года Берия был избран членом ЦИК СССР и его президиума. 17 марта 1935 года он был награждён своим первым орденом Ленина. В мае 1937 года по совместительству возглавил Тбилисский горком КП(б) Грузии (до 31 августа 1938 года).
В 1935 году выпустил книгу «К вопросу об истории большевистских организаций в Закавказье» (по мнению исследователей, её настоящими авторами были Малакия Торошелидзе и Эрик Бедия). В проекте издания Сочинений Сталина в конце 1935 года Берия указывался в составе редакции, а также кандидатом в редакторы отдельных томов.
В период руководства Л. П. Берии народное хозяйство региона быстро развивалось. Берия внёс большой вклад в развитие нефтяной промышленности Закавказья, при нём было введено в строй много крупных промышленных объектов (Земо-Авчальская ГЭС и др.). Грузия была преобразована во всесоюзную курортную зону. На сельскохозяйственную продукцию, производимую в субтропиках (виноград, чай, мандарины и пр.), были установлены высокие закупочные цены: грузинское крестьянство было самым зажиточным в стране.
Утверждают, что перед своей смертью (по-видимому, в результате отравления) Нестор Лакоба назвал Берию своим убийцей.
В сентябре 1937 года вместе с направленными из Москвы Г. М. Маленковым и А. И. Микояном провёл «чистку» партийной организации Армении. По мнению Г. Мирзояна, в 1936 году Берия в ходе допроса в своём кабинете застрелил первого секретаря ЦК компартии Армении А. Г. Ханджяна.
«Большая чистка» прошла и в Грузии, где были репрессированы многие партийные и государственные работники. Здесь был «раскрыт» так называемый заговор среди партийного руководства Грузии, Азербайджана, Армении, участники которого якобы планировали выход Закавказья из состава СССР и переход под протекторат Великобритании. В Грузии, в частности, начались гонения на наркома образования Грузинской ССР Гайоза Девдариани. Был казнён его брат Шалва, который занимал важные посты в органах госбезопасности и компартии. В конце концов Гайоз Девдариани был обвинён в нарушении 58-й статьи и по подозрению в контрреволюционной деятельности казнён в 1938 году по приговору тройки НКВД. Помимо партийных функционеров, от чистки пострадали и местные интеллектуалы, даже те, кто старался держаться подальше от политики, в том числе Михаил Джавахишвили, Тициан Табидзе, Сандро Ахметели, Евгений Микеладзе, Дмитрий Шеварднадзе, Георгий Элиава, Григорий Церетели и другие.
С 17 января 1938 года, с 1-й сессии ВС СССР 1-го созыва — член Президиума Верховного совета СССР.

### В НКВД СССР
22 августа 1938 года Берия был назначен первым заместителем народного комиссара внутренних дел СССР Н. И. Ежова. Одновременно с Берией ещё одним первым заместителем наркома (с 15.04.1937) являлся М. П. Фриновский, возглавлявший 1-е управление НКВД СССР. 8 сентября 1938 года Фриновский был назначен наркомом Военно-Морского Флота СССР и оставил должности 1-го заместителя наркома и начальника управления НКВД СССР, в тот же день 8 сентября на последнем посту его сменяет Л. П. Берия — с 29 сентября 1938 года во главе восстановленного в структуре НКВД Главного управления государственной безопасности (17 декабря 1938 года на этом посту Берию сменит В. Н. Меркулов — 1-й замнаркома внутренних дел с 16 декабря 1938). 11 сентября 1938 года Л. П. Берии было присвоено звание комиссара государственной безопасности 1-го ранга.
25 ноября 1938 года Берия был назначен наркомом внутренних дел СССР.
По мнению А. С. Барсенкова и А. И. Вдовина, с приходом Л. П. Берии на пост главы НКВД масштабы репрессий резко сократились, Большой террор завершился. За 1939 год по обвинению в контрреволюционных преступлениях были приговорены к высшей мере наказания 2,6 тыс. человек, за 1940 год — 1,6 тыс. В 1939—1940 годах было освобождено подавляющее большинство лиц, не осуждённых в 1937—1938 годах; также на свободу вышла часть осуждённых и отправленных в лагеря. По данным, приводимым В. Н. Земсковым, в 1938 году было освобождено 279 966 человек. Экспертная комиссия МГУ нашла фактические ошибки в учебнике Барсенкова и Вдовина и оценивает количество освобождённых в 1939—1940 годах в 150—200 тыс. человек. «В определённых кругах общества у него с тех пор была репутация человека, восстановившего „социалистическую законность“ в самом конце 30-х годов», — отмечал Яков Этингер.
11 октября 1939 года Берия издал Приказ НКВД СССР № 001223, который предписывал в кратчайший срок организовать учёт так называемых «антисоветских элементов» (к таковым, в частности, относились практически все имевшие хоть какие-то контакты с иностранцами, например, эсперантисты и филателисты, которые переписывались с зарубежными знакомыми, разделяющими их интересы).
Берия курировал операцию по убийству Льва Троцкого в 1940 году, был инициатором внесудебного расстрела пленных польских офицеров и других лиц в 1940 году.
С 25 ноября 1938 года по 3 февраля 1941 года Берия руководил советской внешней разведкой (тогда она входила в функции НКВД СССР; с 3 февраля 1941 года внешняя разведка была передана в состав вновь образованного Народного комиссариата государственной безопасности СССР, который возглавил бывший первый заместитель Берии в НКВД В. Н. Меркулов). По мнению историка спецслужб Арсена Мартиросяна, Берия в кратчайший срок прекратил ежовские беззаконие и террор, царившие в НКВД (включая внешнюю разведку) и в армии, включая и военную разведку. Под руководством Берии в 1939—1940 годах была создана мощная агентурная сеть советской внешней разведки в Европе, а также в Японии и США.
С 22 марта 1939 года — кандидат в члены Политбюро ЦК ВКП(б). 30 января 1941 года Л. П. Берии было присвоено звание генерального комиссара государственной безопасности. 3 февраля 1941 года был назначен заместителем председателя Совета народных комиссаров СССР. Он курировал работу НКВД, НКГБ, наркоматов лесной и нефтяной промышленности, цветных металлов, речного флота.

### Великая Отечественная война
В начале Великой Отечественной войны, в конце июня 1941 года, Берия поручил П. Судоплатову прозондировать через посла Болгарии в СССР И. Стаменова, на каких условиях Германия согласится прекратить войну против СССР. Об этом факте в августе 1953 года свидетельствовали Судоплатов и Берия, независимо от них факт подтвердил в своём письме в посольство СССР в Софии от 2 августа 1953 года экс-посланник Стаменов.

С 30 июня 1941 года Л. П. Берия являлся членом Государственного комитета обороны (ГКО). Постановлением ГКО от 4 февраля 1942 года о распределении обязанностей между членами ГКО на Л. П. Берию были возложены обязанности по контролю за выполнением решений ГКО по производству самолётов, моторов, вооружения и миномётов, а также по контролю за выполнением решений ГКО по работе ВВС Красной Армии (формирование авиаполков, своевременная их переброска на фронт и т. п.).
18 октября 1941 года нарком внутренних дел Л. П. Берия отдал приказ о расстреле без какого-либо приговора суда или даже решения внесудебного органа начальника ПВО страны Г. Штерна, генерал-полковника А. Локтионова (незадолго до ареста снятого с должности командующего Прибалтийским военным округом), помощника начальника Генштаба генерал-лейтенанта Я. Смушкевича, командующего ВВС РККА П. Рычагова, бывшего начальника штаба ВВС П. Володина, бывшего начальника ВВС 7-й армии И. Проскурова, бывшего начальника Военной академии ВВС Ф. Арженухина, генералов М. Каюкова и П. Юсупова, заместителя председателя Артиллерийского комитета ГАУ РККА И. Засосова, заместителя начальника Главного артиллерийского управления (ГАУ) Г. Савченко, заместителя начальника вооружений ВВС И. Сакриера, начальника Управления стрелкового вооружения ГАУ С. Склизкова, начальника опытного отдела наркомата вооружений М. Соборнова, начальника особого конструкторского бюро наркомата вооружений Я. Таубина, заместителя наркома торговли СССР Д. Розова, главного арбитра СССР Ф. Голощёкина, первого секретаря Омского обкома партии Д. Булатова, заместителя наркома рыбной промышленности СССР С. Вайнштейна, директора института косметики и гигиены И. Белахова, литератора Е. Дунаевского, бывшего директора Военно-санитарного института М. Кедрова, начальника главка Наркомпищепрома СССР А. Слезберг, а также жён Савченко, Рычагова и Розова.
Постановлением ГКО от 8 декабря 1942 Л. П. Берия был назначен членом Оперативного бюро ГКО. Этим же постановлением на Л. П. Берию были дополнительно возложены обязанности по контролю и наблюдению за работой Наркомата угольной промышленности и Наркомата путей сообщения. В мае 1944 года Берия был назначен заместителем председателя ГКО и председателем Оперативного бюро. В задачи Оперативного бюро входили, в частности, контроль и наблюдение за работой всех наркоматов оборонной промышленности, железнодорожного и водного транспорта, чёрной и цветной металлургии, угольной, нефтяной, химической, резиновой, бумажно-целлюлозной, электротехнической промышленности, электростанций.
Берия также занимал должность постоянного советника Ставки Главного Командования Вооружённых сил СССР.
В годы войны выполнял ответственные поручения руководства страны и партии, связанные как с управлением народным хозяйством, так и на фронте. С 21 августа по 16 или 17 сентября 1942 года в качестве уполномоченного ГКО с группой генералов и офицеров находился на Кавказе, возглавляя мероприятия по организации устойчивой обороны Кавказа. Курировал производство самолётов и ракетной техники.
Указом Президиума Верховного Совета СССР от 30 сентября 1943 года Л. П. Берии «за особые заслуги в области усиления производства вооружения и боеприпасов в трудных условиях военного времени» присвоено звание Героя Социалистического Труда. Также с самого начала войны Берия был организатором партизанских и подпольных ячеек.
В годы войны Л. П. Берия был награждён орденом Красного Знамени (Монголия) (15 июля 1942), орденом Республики (Тува) (18 августа 1943), орденом Ленина (21 февраля 1945), орденом Красного Знамени (3 ноября 1944).

### Начальный этап работ по атомному проекту
Работы по советскому атомному проекту были начаты 28 сентября 1942 года, принятием Распоряжения ГКО № 2352сс «Об организации работ по урану». Распоряжением были возобновлены работы по использованию атомной энергии, прекращённые в связи с началом войны, и при Академии наук СССР организована специальная лаборатория атомного ядра (Лаборатория № 2). 6 октября 1942 года в ГКО Сталину поступило письмо НКВД СССР за подписью Л. П. Берии о необходимости организации работ по использованию атомной энергии в военных целях, к которому была приложена Справка 1-го (разведывательного) Управления НКВД о состоянии таких работ за рубежом. 11 февраля 1943 года В. М. Молотов подписал Распоряжение ГКО о дополнительных мероприятиях в организации работ по урану, согласно которому обязанность повседневного руководства работами была возложена на заместителя Председателя СНК СССР, наркома химической промышленности М. Г. Первухина вместе с ранее курировавшим проект уполномоченным ГКО СССР по науке С. В. Кафтановым, а научное руководство было возложено на профессора И. В. Курчатова, 10 марта 1943 года распоряжением по АН СССР назначенным начальником Лаборатории № 2. С этого времени и до августа 1945 года, проектом руководили М. Г. Первухин и И. В. Курчатов. В связи с необходимостью начала практических работ по проекту 19 мая 1944 года М. Г. Первухин направил записку И. В. Сталину с предложением создания при ГКО Совета по урану в составе: Берия Л. П. (председатель), Молотов В. М., Первухин М. Г. (зам. председателя) и Курчатов И. В. и приложением более подробной записки И. В. Курчатова 10 июля 1944 года М. Г. Первухин и И. В. Курчатов направили в ГКО на имя Л. П. Берии записку с проектом Постановления ГКО, где были предложены необходимые мероприятия по расширению работ и создание в ГКО Совета по урану в составе: Берия Л. П. (председатель), Первухин М. Г. (зам. председателя) и Курчатов И. В. Л. П. Берия наложил на записку резолюцию подчинённым в ГКО, вместе с М. Г. Первухиным подготовить проект Постановления, но продолжения не последовало. Тем не менее, начиная с ноября 1944 года, Л. П. Берия поручил своему заместителю в ГКО В. А. Махнёву докладывать о ходе проекта. В итоге Постановлением ГКО от 3 декабря 1944 года «О неотложных мерах по обеспечению развертывания работ, проводимых Лабораторией № 2 Академии наук СССР». на Л. П. Берию было возложено наблюдение за развитием работ по урану и обеспечение практического содействия проекту НКВД СССР. Дальнейшее расширение участия НКВД в проекте было закреплено Постановлением ГКО от 8 декабря 1944 года «О мероприятиях по обеспечению развития добычи и переработки урановых руд». Полностью руководство советским атомным проектом было возложено на Л. П. Берию 20 августа 1945 года Распоряжением ГКО «О Специальном комитете при ГКО СССР». В Специальный комитет под председательством Л. П. Берии вошли: Маленков Г. М., Вознесенский Н. А., Ванников Б. Л., Завенягин А. П., Курчатов И. В., Капица П. Л., Махнёв В. А. и Первухин М. Г.

### Организация депортаций народов
В Великую Отечественную войну депортировали народы Кавказа и представителей тех народов, страны которых входили в гитлеровскую коалицию (венгры, болгары, многие финны).
Карачаевцы стали первым народом Кавказа, который депортировали под руководством Берии. 68 614 человек переселили войска НКВД 2 ноября 1943 года. Территорию Карачаевской автономной области включили в состав Грузинской ССР. Расширение Грузии — одна из основных причин переселения карачаевцев. Через пять лет карачаевцев стало на 10 тысяч меньше — 56 тысяч. Они жили в землянках, бараках, полуразрушенных домах Казахской и Киргизской ССР. Им было запрещено покидать пределы поселения под страхом уголовного наказания. В декабре 1943 года депортации подверглись калмыки.
Далее также выселили чеченцев и ингушей — в Казахскую и Киргизскую ССР.  29 января 1944 года Берия утвердил «Инструкцию о порядке проведения выселения чеченцев и ингушей», а 21 февраля издал приказ по НКВД о депортации чеченцев и ингушей. 20 февраля Берия прибыл в Грозный — лично руководить операцией вместе с Иваном Серовым, Богданом Кобуловым и Степаном Мамуловым.
В операции задействовали до 19 тысяч оперативных работников НКВД, НКГБ и СМЕРШ. Около 100 тысяч офицеров и бойцов войск НКВД стянули со всей страны для участия в «учениях в горной местности».
22 февраля Берия встретился с руководством республики и духовными лидерами, предупредил их об операции и предложил разъяснить населению. Утром следующего дня началась операция по выселению. Отправили 180 эшелонов с депортированными. Выселено от 500 до 650 тысяч чеченцев и ингушей. В ходе выселения и первые годы после него погибли примерно 100 тысяч чеченцев и 23 тысячи ингушей, то есть примерно каждый четвёртый выселенный из обоих народов.
«Выселение проходит нормально… Из намеченных к изъятию в связи с операцией лиц арестовано 842 человека», - доложил Сталину Берия 24 февраля.
Следующими стали балкарцы: в результате сорокатысячный народ, рассеянный по Казахской и Киргизской ССР, уменьшился на четверть. Их земли тоже планировали передать Грузии.
В тот же день, 24 февраля, Берия предложил Сталину выселить балкарцев, а 26 февраля уже издал приказ по НКВД «О мероприятиях по выселению из КБ АССР балкарского населения». За день до этого Берия, Серов и Кобулов встретились с секретарём Кабардино-Балкарского обкома партии Зубером Кумеховым. Они запланировали посетить Приэльбрусье, что и сделали 2 марта. Тогда и сообщили Кумехову, что намерены выселить балкарцев.
Их земли наметили передать Грузии как оборонительный рубеж на северных склонах Большого Кавказа. 5 марта вышло Постановление ГКО о депортации балкарцев. 8-9 марта началась операция. 11 марта Берия доложил Сталину, что «балкарцев выселено 37 103 человека», а 14 марта отчитался перед Политбюро ЦК ВКП(б). Через четыре года, в октябре 1948 года, сорокатысячный народ, рассеянный по Казахской и Киргизской ССР, уменьшился на четверть.
Депортация турок-месхетинцев, курдов и хемшинов, проживавших на границе с Турцией, стала следующей крупной акцией. 24 июля Берия в письме (№ 7896) Сталину писал:
На протяжении ряда лет значительная часть этого населения, связанная с жителями приграничных районов Турции родственными связями, отношениями, проявляет эмиграционные настроения, занимается контрабандой и служит для турецких разведывательных органов источником вербовки шпионских элементов и насаждения бандитских групп.
16 700 хозяйств турок, курдов, хемшинов наметили переселить из Ахалцихского, Ахалкалакского, Адигенского, Аспиндзского, Богдановского районов, некоторых сельсоветов Аджарской АССР.
В итоге 115,5 тысяч турок-месхетинцев выселили из Грузии в Казахскую, Киргизскую и Узбекскую ССР по приказу ГКО от 31 июля (постановление № 6279, «совершенно секретно»). Они жили там как спецпоселенцы — без права покидать место поселения.
Завершающий аккорд — выселение с Кавказа семей, заподозренных в пособничестве немцам. По мере того, как советские войска освобождали районы от немецких оккупантов, проводились и новые «акции». Берия подписал приказ НКВД от 24 августа; суть передаёт название: «О выселении из городов Кавмингруппы курортов семей активных немецких пособников, предателей и изменников Родине, добровольно ушедших с немцами».
2 декабря Берия обратился к Сталину со следующим письмом:

«В связи с успешным выполнением операции по выселению из пограничных районов Грузинской ССР в районы Узбекской, Казахской и Киргизской ССР 91 095 чел.— турков, курдов, хемшинов, НКВД СССР просит наградить орденами и медалями Союза ССР наиболее отличившихся при проведении операции работников НКВД-НКГБ и военнослужащих войск НКВД».

В мае 1944 года Берия также стал организатором депортации крымских татар.

### Послевоенные годы

#### Руководство атомным проектом СССР
После 20 августа 1945 года, когда под председательством Л. П. Берии был создан Специальный комитет при ГКО, П. Л. Капица отказался от участия в проекте из-за разногласий с Берией. На Комитет было возложено «руководство всеми работами по использованию внутриатомной энергии урана». В дальнейшем был переименован в Специальный комитет при СНК СССР и в Специальный комитет при Совете Министров СССР. Берия, с одной стороны, организовывал и руководил получением всей необходимой разведывательной информации, с другой стороны — осуществлял общее руководство всем проектом. Кадровые вопросы проекта были поручены М. Г. Первухину, В. А. Малышеву, Б. Л. Ванникову и А. П. Завенягину, которые комплектовали научными и инженерными кадрами направления деятельности организации и подбирали экспертов для решения отдельных вопросов. 
«Фантастически сложная фигура, страшный, но очень умный человек. Он нам сильно помогал в том отношении, что наши нужды старался понять и, пользуясь своей почти неограниченной властью, помогал без затруднений решать практические вопросы. Когда Берия взял в свои руки руководство, то с ним приходилось и встречаться, и говорить часто. А поскольку нам после испытания американцами их бомбы пришлось работать в очень напряжённом темпе, то и роль Берии, который помогал быстро реагировать промышленности и другим отраслям в ответ на наши запросы, была немалой». Академик Ю. Б. Харитон
Вот характерное воспоминание очевидца о Берии во время посещения им Челябинска-40:
В 1949 году, когда мы выходили на максимальную мощность, приехали Курчатов и Берия. И в нашу лабораторию приходили. Берия тогда был совсем не таким, каким сегодня изображают. Весь замученный, не выспавшийся, с красными глазами, с мешками под глазами, в задрипанном плаще, не очень богатом. Работа, работа, работа. На нас, красавиц, даже не глядел. В первый день приехал, вышел из машины и попу трёт: «Какие у вас паршивые дороги!» На другой день приходит — хромает: лёг спать, а под ним сетка провалилась кроватная. И никого за это не посадили. А потом однажды сдавали в соцгородке… Ведь Челябинск-40 — это посёлки Татыш и Течь, старинные русские поселения, между ними сколько-то километров. И вот на Течи сдают первый деревянный театр. Все съехались: расконвоированные заключённые, заключённые под конвоем, ИТР, охрана, Музруков и Берия собственной персоной. Его шофёр дремлет, а задрипанный плащ Берии, тот же самый, в котором он первый раз приезжал, лежит в машине. Торжества кончились, Берия возвращается к машине, а плаща нет, подрезал кто-то. И тоже никого не посадили. Такое впечатление, что ему там вообще было на всё наплевать, кроме работы.Эпатова Нинель Михайловна
В марте 1953 года на Специальный комитет было возложено и руководство другими специальными работами оборонного значения. На основании решения Президиума ЦК КПСС от 26 июня 1953 года (в день смещения и ареста Л. П. Берии) Специальный комитет был ликвидирован, а его аппарат передан во вновь образованное Министерство среднего машиностроения СССР.
29 августа 1949 года атомная бомба успешно прошла испытание на Семипалатинском полигоне. 29 октября 1949 года Берии была присуждена Сталинская премия I степени «за организацию дела производства атомной энергии и успешное завершение испытания атомного оружия». Согласно свидетельству П. А. Судоплатова, опубликованному в книге «Разведка и Кремль: Записки нежелательного свидетеля» (1996), двум руководителям проекта — Л. П. Берии и И. В. Курчатову — было присвоено звание «Почётный гражданин СССР» с формулировкой «за выдающиеся заслуги в укреплении могущества СССР», указывается, что награждённому вручалась «Грамота почётного гражданина Советского Союза». В дальнейшем звание «Почётный гражданин СССР» не присуждалось.
Испытание первой советской водородной бомбы, разработку которой курировал Г. М. Маленков, состоялось 12 августа 1953 года, уже после ареста Берии.

#### Карьера
9 июля 1945 года, при переаттестации специальных званий госбезопасности на воинские, Л. П. Берии присвоено звание Маршала Советского Союза.
6 сентября 1945 года было образовано Оперативное бюро СНК СССР, председателем которого был назначен Берия. В задачи Оперативного бюро СНК входили вопросы работы промышленных предприятий и железнодорожного транспорта.
29 декабря 1945 года Берия освобождён от должности Народного комиссара внутренних дел.
С марта 1946 года Берия входил в состав «семёрки» членов Политбюро, включавшей И. В. Сталина и шесть приближённых к нему лиц. На этот «ближний круг» замыкались важнейшие вопросы государственного управления, в том числе: внешняя политика, внешняя торговля, госбезопасность, вооружения, функционирование вооружённых сил. 18 марта он становится членом Политбюро, а на следующий день назначается заместителем председателя Совета Министров СССР. Как заместитель председателя Совета Министров, курировал работу МВД, МГБ и Министерства государственного контроля.
В марте 1949 года — июле 1951 года произошло резкое усиление позиций Берии в руководстве страны, чему способствовало успешное испытание первой в СССР атомной бомбы, работы над созданием которой Берия курировал. Однако затем последовало направленное против него «мингрельское дело».
После состоявшегося в октябре 1952 года XIX съезда КПСС Берия был включён в Президиум ЦК КПСС, заменивший прежнее Политбюро, в Бюро Президиума ЦК КПСС и в созданную по предложению И. В. Сталина «руководящую пятёрку» Бюро Президиума ЦК КПСС, а также получил право замещать Сталина на заседаниях Бюро Президиума Совета Министров СССР.

#### Смерть Сталина. Борьба за власть
В день смерти Сталина — 5 марта 1953 года состоялось Совместное заседание Пленума Центрального Комитета Коммунистической партии Советского Союза, Совета Министров Союза ССР, Президиума Верховного Совета СССР, где были утверждены назначения на высшие посты партии и Правительства СССР, и, по предварительной договорённости с группой Хрущёва, Маленкова, Молотова и Булганина, Берия без долгих прений был назначен первым заместителем Председателя Совета Министров СССР и министром внутренних дел СССР. Объединённое МВД СССР включило в свой состав существовавшие ранее самостоятельно МВД СССР (1946—1953 годы) и МГБ СССР (1946—1953 годы).
9 марта 1953 года Л. П. Берия участвовал в похоронах И. В. Сталина, с трибуны Мавзолея произнёс речь на траурном митинге.
Берия, наряду с Хрущёвым и Маленковым, стал одним из главных претендентов на лидерство в стране. В борьбе за лидерство Л. П. Берия опирался на силовые ведомства. В руководство МВД были выдвинуты ставленники Берии. Уже 19 марта были сменены руководители МВД во всех союзных республиках и в большинстве регионов РСФСР. В свою очередь, вновь назначенные руководители МВД производили замены кадров в среднем звене руководства.

### Реформы Берии. «Новый курс»
В период со дня смерти И. Сталина в начале марта и по июль 1953 г. большинство крайне неоднозначных и поспешных, радикальных действий и единоличных решений Л. Берии, связанных с реформированием СССР, было молчаливо поддержано как членами Политбюро, так и Советом министров СССР без каких-либо возражений из-за боязни вызвать недовольство Берии, сосредоточившего в своих руках огромную власть. Таковы, например, проведённые решения Берии, мгновенно отменённые после его ареста, как катастрофические для многонационального СССР инициативы по новой нацполитике (форсированной коренизации) в республиках СССР, прекращение поддержки ГДР, остановленные, свёрнутые и брошенные стратегические стройки, утверждённые Госпланом и одобренные решениями XIX Съезда КПСС, к реализации большинства из которых страна была вынуждена вернуться в конце 1950-х, в 1960-е—1970-е, и даже в 2010-е годы.
По известным данным, он инициировал подготовку к передаче Кёнигсберга Германии, южных Курильских островов — Японии и территории Карелии, вошедшей в состав СССР после 1940 и 1947 гг. — Финляндии.

#### Внутриполитические реформы Л. Берии
С середины марта по июнь 1953 года Берия на посту главы МВД своими приказами по министерству и предложениями (записками) в Совмин и ЦК (многие из которых были утверждены соответствующими постановлениями и указами) стал инициатором прекращения «дела врачей», «мингрельского дела» и целого ряда других законодательных и политических преобразований:
- Приказ о создании комиссий о пересмотре «дела врачей», заговоре в МГБ СССР, Главартупре МО СССР, МГБ Грузинской ССР[96]. Все фигуранты указанных дел были реабилитированы в двухнедельный срок.
- Приказ о создании комиссии по рассмотрению дел о депортации граждан из Грузии[97].
- Приказ о пересмотре «авиационного дела»[98]. В течение последующих двух месяцев нарком авиационной промышленности Шахурин и командующий ВВС СССР Новиков, а также другие фигуранты дела были полностью реабилитированы и восстановлены в должностях и званиях.
- Согласно предложению Берии[99], Президиум ЦК КПСС 27 марта 1953 г. утвердил указ «Об амнистии», согласно которому из мест заключения надлежало освободить 1 млн 203 тыс. чел., а также прекратить следственные дела в отношении 401 тыс. чел. На 10 августа 1953 г. из мест заключения было освобождено 1 млн 32 тыс. осуждённых на срок до 5 лет включительно, осуждённых за должностные хозяйственные и некоторые воинские преступления, а также несовершеннолетние, престарелые, больные, женщины, имеющие малолетних детей и беременные.
- В записке в Президиум ЦК КПСС о реабилитации лиц, проходящих по «делу врачей»[100] Берия указывал, что бывший замминистр МГБ СССР Рюмин, еще будучи старшим следователем, самовольно сфабриковал следственные материалы против ни в чём не повинных крупнейших деятелей советской медицины. Последующее постановление Президиума ЦК КПСС «О фальсификации так называемого дела о врачах-вредителях» от 3 апреля 1953 г.[101] предписывало поддержать предложение Берии о полной реабилитации указанных врачей (37 чел.) и снятия Игнатьева с поста министра МГБ СССР, а Рюмин к тому моменту был уже арестован.
- Записка в Президиум ЦК КПСС о привлечении к уголовной ответственности лиц, причастных к смерти С. М. Михоэлса и В. И. Голубова[102].
- Приказ «О запрещении применения к арестованным каких-либо мер принуждения и физического воздействия»[103]. Последующее постановление Президиума ЦК КПСС «Об одобрении мероприятий МВД СССР по исправлению последствий нарушений законности» от 10 апреля 1953 г., гласило: «Одобрить проводимые тов. Берия Л. П. меры по вскрытию преступных действий, совершённых на протяжении ряда лет в бывшем Министерстве госбезопасности СССР, выражавшихся в фабриковании фальсифицированных дел на честных людей, а также мероприятия по исправлению последствий нарушений советских законов, имея в виду, что эти меры направлены на укрепление Советского государства и социалистической законности»[104].
- Записка в Президиум ЦК КПСС о неправильном ведении мингрельского дела[105]. Последующее постановление Президиума ЦК КПСС «О фальсификации дела о так называемой мингрельской националистической группе» от 10 апреля 1953 г.[106] признаёт, что обстоятельства дела являются вымышленными, всех фигурантов освободить и полностью реабилитировать.
- Записка в Президиум ЦК КПСС «О реабилитации Н. Д. Яковлева, И. И. Волкотрубенко, И. А. Мирзаханова и других»[107].
- Записка в Президиум ЦК КПСС «О реабилитации М. М. Кагановича»[108].
- Записка в Президиум ЦК КПСС «Об упразднении паспортных ограничений и режимных местностей»[109].

#### Экономические реформы СССР, инициированные и осуществлённые Л. Берией
В течение первых недель после смерти И. Сталина в марте 1953 года, практически без обсуждения с Госпланом, Советом министров ССР и союзных республик, Политбюро, Берия осуществил лоббирование отмены строительства или введения в строй ключевых стратегических, утверждённых объектов народного хозяйства и целей V и VI пятилетних планов, незавершённых объектов IV пятилетки Генерального плана 1946—1950 годов, утверждённого как Закон Сессией Верховного Совета СССР в марте 1946 года, Директив XIX съезда партии по пятому пятилетнему плану развития СССР на 1951—1955 годы:
- По письму от 21.03.1953 и проекту постановления СМ СССР, подготовленному Берией, были ликвидированы и фактически брошены[112][113]:

Главный Туркменский канал
Самотёчный канал Волга — Урал
Волго-Балтийский водный путь
Гидроузлы на Нижнем Дону
Усть-Донецкий порт
Железная дорога Чум — Салехард — Игарка, судоремонтные мастерские, порт и посёлок в районе Игарки
Железная дорога Комсомольск — Победино
Тоннельный переход под Татарским проливом
Железная дорога Апатиты — Кейва — Поной
Железная дорога Варфоломеевка — Чугуевка — бухта Ольга
Железная дорога Чугуевка — Сергеевка
Железная дорога Архангельск — Ручьи — порт Мезень
Железная дорога Красноярск — Енисейск
Железная дорога Петропавловск-на-Камчатке — Усть-Большерецк
Автомобильная дорога Усть-Большерецк — Озерновский рыбкомбинат
Автомобильные дороги на Кольском полуострове, в Архангельской и Мурманской областях и на побережье Балтийского моря
Кировский химический завод
Черногорский завод искусственного жидкого топлива Главспецнефтестроя, Хакасия
Араличевский завод искусственного жидкого топлива Главспецнефтестроя, Новокузнецк, Кузбасс
Верфь металлического судостроения в Осетрово
- В соответствии с письмом Л. П. Берии председателю Совета Министров СССР Г. М. Маленкову о передаче из МВД СССР производственно-хозяйственных и строительных организаций в ведение других министерств был передан из состава МВД целый ряд системообразующих предприятий и строек СССР, которые прежде принадлежали МВД, среди них: Дальспецстрой на Колыме, спецуправление Енисейстрой, Главное управление горно-металлургической промышленности — в Министерство металлургической промышленности, институт Гидропроект — в Министерство электростанций и электропромышленности СССР. Промышленные предприятия МВД получили также Миннефтепром, министерства путей сообщения, промышленности стройматериалов, лесной и бумажной промышленности, морского и речного флота[115].

#### Внешнеполитические реформы
Будучи приверженцем отделения союзных республик и возврата приобретённых СССР территорий, обсуждал в руководстве МВД объединение Германии на условиях Атлантического блока, возможности возврата Кёнигсберга Германии, южных Курильских островов — Японии, территории Карелии и Печенги, вошедшей в состав СССР после 1940 и 1947 гг. — Финляндии. На практике эти инициативы частично нашли отражение в решениях по ГДР.
- Серия единоличных несогласованных с Правительствами СССР и ГДР решений по подготовке объединения Восточной Германии (ГДР) с Западной на условиях Атлантического блока НАТО, приведших или способствовавших событиям 17 июня 1953 года в ГДР:
- Берия инициировал своими действиями беспорядки в Восточном Берлине. Основание для этого дало не только его выступление и записка о ГДР на заседании правительства, но и ряд практических мер. В частности, Берия лично распорядился отозвать в Москву уполномоченного МВД СССР по Германии и его заместителей, сократил в семь раз численность сотрудников самой службы в этой стране. Наконец, коллегия МВД вообще решила упразднить инструкторский аппарат в Германии[117].
- 18 мая 1953 г. Берия подал проект постановления Президиума Совмина «Вопросы ГДР», в котором было записано:

«Поручить тт. Маленкову, Берия, Молотову, Хрущёву, Булганину в трёхдневный срок выработать, с учётом обмена мнениями, на заседании Президиума Совета Министров СССР, предложения о мерах по исправлению неблагополучного политического и экономического положения, создавшегося в Германской Демократической Республике, что находит своё выражение в массовом бегстве немецкого населения в Западную Германию.
При выработке предложений исходить из того, что основной причиной неблагополучного положения в ГДР является ошибочный в нынешних условиях курс на строительство социализма, проводимый в ГДР.
Отметить при этом, что с советской стороны, как это видно теперь, были даны в своё время неправильные указания по вопросам развития ГДР в ближайшее время.
В предложениях определить политические и экономические установки, направленные на то, чтобы:
а) отказаться в настоящее время от курса на строительство социализма в ГДР и создания колхозов в деревне;
б) пересмотреть проведённые в последнее время правительством ГДР мероприятия по вытеснению и ограничению капиталистических элементов в промышленности, в торговле и сельском хозяйстве, имея в виду отменить в основном эти мероприятия;
в) пересмотреть, в сторону сокращения, намеченные пятилеткой чрезмерно напряжённые планы хозяйственного развития…»
Проект постановления завизировали Маленков, Булганин и Хрущёв, но позиция Молотова вынудила радикально переработать проект решения Совмина. 2 июня 1953 г. было принято распоряжение Совмина СССР «О мерах по оздоровлению политической обстановки в ГДР», в котором указывалось, что «для исправления создавшегося положения необходимо: … Признать неправильным в нынешних условиях курс на форсирование строительства социализма в ГДР, взятый СЕПГ…». 16 июня 1953 г. в Восточном Берлине началась массовая забастовка строительных рабочих, переросшая в стихийную демонстрацию. На следующий день забастовками и демонстрациями рабочих были охвачены кроме Берлина ещё 14 крупных городов в южной и западной частях ГДР (Росток, Лейпциг, Магдебург и др.). Наряду с экономическими требованиями были выдвинуты и политические — немедленная отставка правительства, проведение единых общегерманских выборов, освобождение политических заключённых. Для подавления восстания были применены советские войска (см. События 17 июня 1953 года в ГДР).

#### «Национальные» реформы Берии в западных республиках СССР
К наиболее известным документам в области нацполитики, подготовленным или непосредственно Берией, или же выпущенным на основе его проектов постановлений и инициатив, относятся:
- Серия писем и инициатив Берии о национальной политике в республиках западной части СССР в Президиум ЦК КПСС:
- Постановление Президиума ЦК КПСС о политическом и хозяйственном состоянии Западных областей Украинской ССР. 26 мая 1953 г. — по подготовленному Берии проекту постановления[118].
- Постановление Президиума ЦК КПСС о положении в Литовской ССР. 26 мая 1953 г. — по подготовленному Берии проекту постановления[118].
- Письмо «О национальном составе аппарата МВД БССР», 8 июня 1953 г.[119]

Принятые решения ЦК вызвали сильную волну националистических выступлений, резкое обострение межнациональных отношений в республиках, серьёзно ухудшили отношения между коренным титульным населением западных республик СССР и русскими вместе со всеми иными национальностями, работающими и проживающими в республиках. Все «бериевские» постановления ЦК в отношении национальной политики были отменены как ошибочные в течение 1953 года сразу после его ареста.
Непосредственно аресту Берии предшествовала чрезвычайная активность последнего в апреле, мае и июне 1953 года в проведении т. н. «нового курса» по коренизации в национальной политике в союзных республиках западной части СССР, часто единолично и в обход существующих практик обсуждения таких вопросов на Политбюро (создание национальных силовых ведомств в республиках с запретом работы в них представителей нетитульной национальности, выполненное майское прямое указание Берии немедленно обновить весь руководящий состав республиканского МВД в Латвии, Литве, Белоруссии и Украинской ССР, немедленно заместив без исключения весь состав только национальными кадрами, приказ от конца мая 1953 г. по МВД о создании школы милиции в Латвийской ССР только из этнических латышей и др.). интенсивном продавливании положительных решений по т. н. «Запискам Берии» по Литовской, Белорусской, Латвийской ССР (текст записок по Латвийской ССР, Эстонской ССР принадлежит Н. С. Хрущёву, но практически дублирует содержание записок Берии по другим республикам. Проект записки по Молдавии готовился референтами Хрущёва на основе текстов Записок Берии). Аналогичные постановления готовились по Азербайджанской ССР, и видимо, Карело-Финской АССР, Киргизии, Таджикистану, Узбекистану и Казахстану. В отношении Грузии Берия заручился сильнейшей поддержкой местных национальных элит, выступив инициатором прекращения т. н. Мингрельского дела.
Результатом подобной активности Л. Берии и активно поддержавшего его на этом этапе Хрущёва стали закрытые Постановления Президиума ЦК КПСС под грифом «строго секретно» с бериевскими рекомендациями по ускоренной коренизации от 26 мая (по Украине, Литве) и 12 июня 1953 г. (по Белоруссии, Латвии), за которым последовало инициированное из Москвы проведение в первой половине июня на основе данных «национальных» постановлений ЦК КПСС закрытых и расширенных Пленумов ЦК Компартий Латвийской, Эстонской, Белорусской (обсуждение на Пленуме ЦК КП Белорусской ССР было прервано во время его проведения сообщением из Москвы об аресте Берии) и Литовской, Украинской, Молдавской Советских республик, вынужденных поддержать ускоренную коренизацию в своих республиках. С аналогичной повесткой, так или иначе затрагивающей «недостаток коренизации на местах», особенно в сфере образования, были также проведены Пленумы ЦК или Бюро ЦК Компартий Киргизии (3 апреля и 1 июня 1953), Таджикистана (30 марта и 21 июня 1953), Казахстана (24—25 апреля 1953, и 7 июля 1953 — V Пленум ЦК КП(б) Казахстана, за три дня до первой публикации в газете «Правда» об аресте Берии, Азербайджана, Грузии, Бюро ЦК Компартии Карело-Финской АССР (12 июня 1953).
В результате летом 1953 года и в последующие годы обстановка в западных республиках, включая Украину, республики Прибалтики, Белорусскую ССР и Молдавскую ССР, резко обострилась, некоренное и нетитульное население, прежде всего русское, было ограничено в правах: подверглось дискриминации, выраженной в увольнениях по национальному признаку (в неясных случаях решения принимались на основании записи в 5-й графе паспорта), выселению из ведомственного жилья, ограничению в приёме на работу и при поступлении в местные вузы, спешно перепрофилированные для обучения только представителей титульной национальности, в прописке и проживании в республиках приехавших туда работать после 1940 и 1945 года, военнослужащим, членам их семей.
Постановления Президиума ЦК КПСС от 26 мая и 12 июня 1953 г. были осуждены на июльском Пленуме ЦК КПСС от 1953 г. как инициированные Берией и отозваны как неправильные, вызвавшие исключительное обострение межнациональных отношений в СССР, искажающие ленинскую политику пролетарского интернационализма. Постановления были дезавуированы в конце июля 1953 г., их текст был изъят из протоколов заседаний Президиума ЦК КПСС. Отзыв и вынужденное дезавуирование постановлений Президиума ЦК КПСС, последовавшая за ними отмена постановлений Пленумов ЦК Компартий советских республик от марта-июня 1953 г. вызвали жесточайший кризис 1950-х годов народного доверия к действиям, программе и руководству национальных коммунистических партий советских республик (компартии союзных республик входили в КПСС и считались её частью) западных областей СССР, породили движение советского послевоенного национал-коммунизма. Правительство СССР, контрольные органы КПСС в Москве, Прокуратура СССР, Совет министров получили большое количество письменных жалоб подвергшихся в республиках дискриминации по национальному признаку коммунистов, руководителей организаций и простых рабочих, приехавших по призыву партии и правительства восстанавливать западные области СССР после немецкой оккупации, что вынудило руководство СССР в 1959 году активно вмешаться в ситуацию (См. например VII закрытый Пленум Центрального Комитета Компартии Латвии (7-8 июля 1959 г.), Национал-коммунисты Латвии).
Ряд исследователей приводит сведения из материалов эмигрантских кругов и националистического подполья о произошедших в мае-июне 1953 г. по инициативе и с ведома Берии тайных встречах уполномоченного представителя высшего руководства МВД СССР с лидерами подпольных националистических движений Литвы, Западной Украины, Эстонии. Эта информация находит подтверждение в тексте доклада Снечкуса А. Ю. на июльском Пленуме ЦК КПСС 1953 г.
По поздним воспоминаниям об отце Серго Берии (С. А. Гегечкори), Лаврентий Берия тяготел во взглядах к национал-коммунизму, считал, что все союзные республики должны отделиться, освободиться от экономической зависимости от центра, выйти из СССР, и при желании, создать новую федерацию. По его словам, Берия не был сторонником советизации восточно-европейских государств, считал, что Европа, увидев, что СССР стал нормальной для них европейской страной, разорвёт отношения с США, и установит тесные равноправные отношения с новыми независимыми советскими республиками. Серго Берия приводит мнение отца, что последнему «хотелось, чтобы Татарстану присвоили статус союзной республики и обеспечили ей доступ к Каспийскому морю. В конце концов, Астрахань была татарским, а не русским городом, и вернуть её татарам было бы справедливо. Но, к сожалению, он не достиг своих целей».

### Арест, суд, казнь
Национальные реформы и связанные с ними ведомственные приказы Берии от марта-июня 1953 года в области внутренней национальной политики и кадровой политики в республиканских МВД, вызвавшие беспорядки в национальных республиках СССР, классифицировались как разжигание межнациональной розни по статьям УК РСФСР 59-7 и 58-10, предусматривавшим ответственность за деяния, в том числе, «с повышением, при особо отягчающих обстоятельствах, вплоть до высшей меры социальной защиты — расстрела с конфискацией имущества». Указание прямой вины и умысла Берии в разжигании межнациональной розни включено в материалы заключительного обвинения Берии на суде.
Существуют разные мнения историков и политиков о наличии в действиях Берии в период с марта по конец июня 1953 года элементов заговора или подготовки государственного переворота.

Никакого «заговора Берии», о котором так много говорили потом, на самом деле не существовало. Товарищи по Президиуму ЦК арестовали его превентивно. Уж очень они боялись его интриганских способностей. Боялись, что он сможет провернуть что-нибудь эдакое. Но заговор был придуман потом, чтобы как-то объяснить массам, за что арестовали самого верного ученика Сталина.
— из воспоминаний Михаила Смиртюкова, заместителя заведующего секретариатом Совнаркома СССР
Заручившись поддержкой большинства членов ЦК КПСС и высокопоставленных военных, Хрущёв 26 июня 1953 года созвал заседание Президиума ЦК КПСС. Среди прочих, Хрущёв озвучил обвинения в ревизионизме, антисоциалистическом подходе к обострившейся ситуации в ГДР и шпионаже в пользу Великобритании в 1920-х годах. Берия попытался доказать, что если его назначил Пленум ЦК КПСС, то и снять его может только Пленум, но по специальному сигналу в помещение вошла группа генералов во главе с маршалом Жуковым, которые арестовали Берию.

Вначале мы поручили арест Берии Москаленко с пятью генералами. Он с товарищами должны были иметь оружие, а их с оружием должен был провезти в Кремль Булганин. В то время военные, приходя в Кремль, сдавали оружие в комендатуре. Накануне заседания к группе Москаленко присоединились маршал Жуков и ещё несколько человек. И в кабинет вошло человек 10 или более того. И Маленков мягко так говорит, обращаясь к Жукову: «Предлагаю вам как Председатель Совета Министров СССР задержать Берию». Жуков скомандовал Берии: «Руки вверх!» Москаленко и другие обнажили оружие, считая, что Берия может пойти на какую-то провокацию. Берия рванулся к своему портфелю, который лежал на подоконнике, у него за спиной. Я схватил Берию за руку, чтобы он не мог воспользоваться оружием, если оно лежало в портфеле. Потом проверили: никакого оружия там не было, ни в портфеле, ни в карманах. Он просто сделал какое-то рефлекторное движение.
— из воспоминаний Никиты Хрущёва, первого секретаря ЦК КПСС
На июльском пленуме ЦК КПСС почти все члены ЦК выступили с заявлениями о вредительской деятельности Берии. 7 июля постановлением пленума ЦК КПСС Берия был освобождён от обязанностей члена Президиума ЦК КПСС и выведен из состава ЦК КПСС. 27 июля 1953 года был издан секретный циркуляр 2-го Главного управления МВД СССР, которым было предписано повсеместное изъятие любых художественных изображений Л. П. Берии.
После ареста Берия содержался в подземном бункере штаба Московского военного округа.
Следственную группу фактически возглавлял Роман Руденко, назначенный 30 июня 1953 года Генеральным прокурором СССР. В состав следственной группы входили следователи Прокуратуры СССР и Главной военной прокуратуры СССР Цареградский, Преображенский, Китаев и другие юристы.
Вместе с Берией обвинялись его ближайшие соратники из органов госбезопасности, сразу после ареста и позже названные в средствах массовой информации как «банда Берии»:
- Всеволод Меркулов — министр государственного контроля СССР
- Богдан Кобулов — первый заместитель министра внутренних дел СССР
- Серго Гоглидзе — начальник 3-го управления МВД СССР
- Павел Мешик — министр внутренних дел Украинской ССР
- Владимир Деканозов — министр внутренних дел Грузинской ССР
- Лев Влодзимирский — начальник следственной части по особо важным делам МВД СССР

В обвинительном заключении по делу Берии и его соратников, в частности, говорилось:
...Как было подробно изложено выше, Берия и его соучастники, осуществляя расправу с неугодными для них людьми, использовали для этой цели особую тройку, состоявшую из сообщников Берии. Приведённые выше примеры террористических расправ с Папулия Орджоникидзе, Ниной Орджоникидзе, Э. Бедия, жителями так называемой «Мамукинской деревни» и другие были осуществлены при помощи использования тройки, выносившей решения о расстрелах неугодных для Берия лиц.
Заняв пост народного комиссара внутренних дел СССР, Берия использовал для тех же целей террористических расправ с неугодными ему лицами чрезвычайный внесудебный орган, созданный при НКВД, а затем при МГБ и МВД СССР для борьбы с преступностью — особое совещание.
С помощью особого совещания Берия также совершил ряд преступных расправ с лицами, стоявшими на пути заговорщиков. Так, по решению особого совещания незаконно содержался под стражей в течение более двенадцати лет в тяжёлых условиях одиночного заключения особой тюрьмы брат Серго Орджоникидзе — Константин.
В 1953 году, став министром внутренних дел СССР, Берия, преследуя преступные цели вновь создать условия для безнаказанных расправ с неугодными для него лицами, принял меры к сохранению особого совещания, хотя в условиях дальнейшего укрепления социалистической законности и правопорядка нужда в подобном внесудебном органе отпала....
...Так, из подробно описанного выше сфальсифицированного заговорщиками уголовного дела по обвинению Михаила Кедрова видно, что заговорщики после вынесения Кедрову оправдательного приговора Военной коллегии Верховного суда СССР, не только не освободили Кедрова, но совершили убийство его в Саратовской тюрьме, где Кедров продолжал незаконно содержаться под стражей в течение четырёх месяцев после вынесения оправдательного приговора.
Обвиняемый Берия, допрошенный 27 июля 1953 года, признал, что именно он явился инициатором введения грубо нарушающего советский уголовно-процессуальный закон порядка, при котором лица, оправданные судом по всем делам, расследование по которым производилось органами МВД, из-под стражи не освобождались до получения согласия на это от органов МВД...
...БЕРИЯ Лаврентий Павлович, 1899 года рождения, уроженец села Мерхеули Сухумского района Грузинской ССР - б. заместитель Председателя Совета Министров СССР и министр внутренних дел СССР, женат —
Обвиняется в том, что он:
1. Являлся организатором антисоветской изменнической группы заговорщиков, ставившей своей преступной целью использовать органы МВД как в центре, так и на местах против Партии и её руководства, против Правительства СССР, поставить МВД над Партией и Правительством для захвата власти, ликвидации советского строя и реставрации капитализма;
2. В тех же преступных целях, желая расколоть ленинско-сталинское ядро Центрального Комитета КПСС, установил систему шпионажа за руководителями Партии и Правительства, собирал фальсифицированные клеветнические материалы на отдельных руководителей Партии и Правительства путём применения пыток к арестованным и другими преступными способами;
3. В 1941 году, в первые дни Отечественной войны, используя своё положение народного комиссара внутренних дел СССР, втайне от советского правительства пытался через болгарского посла  Стаменова начать переговоры с Гитлером и ценой уступки фашистской Германии советских земель Украины, Белоруссии, Прибалтики, Карельского перешейка, Бессарабии, Буковины и порабощении советских людей, войти в позорное соглашение с Гитлером о прекращении войны;.
<...>
5. В 1953 году для осуществления своих преступных изменнических замыслов пытался установить тайную связь с Тито и Ранковичом в Югославии;
6. Совершил ряд изменнических действий, направленных к подрыву советской разведки за рубежом, сознательной активизации буржуазно-националистических элементов в Союзных республиках, поддержанию тайных преступных связей с контрреволюционной грузинской эмиграцией. Покровительствовал разоблачённым агентам иностранных разведок, укрывая их от ответственности;
<...>
9. Совершал преступления против человечности, производя опыты по испытанию ядов на живых людях, т. е. в преступлениях, предусмотренных ст. ст. 58-1 «б», 58-8,58-13 и 58-11 Уголовного кодекса РСФСР;
<...>
В соответствии с Указом Президиума Верховного Совета Союза ССР от 26 июня 1953 года настоящее дело подлежит направлению в Верховный суд СССР.
Генеральный прокурор СССР
Действительный государственный советник юстиции

P. Руденко
23 декабря 1953 года дело Берии было рассмотрено Специальным судебным присутствием Верховного суда СССР под председательством Маршала Советского Союза Ивана Конева. Из последнего слова Берии на суде:
Я уже показывал суду, в чём признаю себя виновным. Я долго скрывал свою службу в мусаватистской контрреволюционной разведке. Однако я заявляю, что, даже находясь на службе там, не совершил ничего вредного. Полностью признаю своё морально-бытовое разложение. Многочисленные связи с женщинами, о которых здесь говорилось, позорят меня как гражданина и бывшего члена партии. … Признавая, что я ответственен за перегибы и извращения социалистической законности в 1937—1938 гг., прошу суд учесть, что корыстных и вражеских целей у меня при этом не было. Причина моих преступлений — обстановка того времени. … Не считаю себя виновным в попытке дезорганизовать оборону Кавказа в период Великой Отечественной войны. Прошу вас при вынесении мне приговора тщательно проанализировать мои действия, не рассматривать меня как контрреволюционера, а применить ко мне только те статьи Уголовного кодекса, которые я действительно заслужил.
Приговор гласил:

Специальное Судебное Присутствие Верховного Суда СССР постановило: приговорить Берию Л. П., Меркулова В. Н., Деканозова В. Г., Кобулова Б. З., Гоглидзе С. А., Мешика П. Я., Влодзимирского Л. Е. к высшей мере уголовного наказания — расстрелу, с конфискацией лично им принадлежащего имущества, с лишением воинских званий и наград.
—  «В Верховном Суде СССР». 24 декабря 1953 года] // Дело Берия. Приговор обжалованию не подлежит. / Сост. В. Н. Хаустов. — М.: МФД, 2012. С. 420—423. (Россия. XX век. Документы).
Все обвиняемые были в тот же день расстреляны, причём Л. П. Берию расстреляли за несколько часов до казни прочих осуждённых в бункере штаба Московского военного округа в присутствии генерального прокурора СССР Р. А. Руденко. По собственной инициативе приговор привёл в исполнение из табельного оружия генерал-полковник (впоследствии Маршал Советского Союза) П. Ф. Батицкий. Тело казнённого было сожжено в печи 1-го Московского (Донского) крематория. Похоронен в одной из общих могил Нового Донского кладбища (согласно другим утверждениям, прах Берии был развеян над Москвой-рекой).
Краткое сообщение о суде над Берией и его сотрудниками было опубликовано в советской печати.
Некоторые историки утверждают, что арест Берии, суд над ним и казнь, по формальным признакам, происходили незаконно: в отличие от других фигурантов дела, ордера на его арест никогда не существовало; протоколы допросов и письма существуют только в копиях, нет фото- или видеоматериала, где Берия изображён в период после ареста и до расстрела. Описания ареста его участниками кардинально отличаются друг от друга, что произошло с его телом после расстрела, никакими документами не подтверждается (справки о кремации нет). Эти и другие факты впоследствии дали пищу для всевозможных теорий; в частности, известный писатель и журналист Е. А. Прудникова, основываясь на анализе письменных источников и воспоминаниях современников, доказывает, что Л. П. Берия был убит при аресте, а весь судебный процесс является фальсификацией, призванной скрыть истинное положение дел.
Версия о том, что Берия был убит по приказу Хрущёва, Маленкова и Булганина 26 июня 1953 года группой захвата непосредственно в ходе ареста в своём особняке на Малой Никитской улице, представлена в документальном фильме-расследовании журналиста Сергея Медведева, впервые продемонстрированном на Первом канале 4 июня 2014 года.
После ареста Берии был арестован и казнён один из его ближайших соратников, 1-й секретарь ЦК КП Азербайджанской ССР Мир Джафар Багиров. Другие, рангом ниже, члены «банды Берии» в последующие годы были осуждены и расстреляны или приговорены к длительным срокам заключения:
- Виктор Абакумов — председатель коллегии МГБ СССР
- Михаил Рюмин — заместитель министра государственной безопасности СССР
- Соломон Мильштейн — заместитель министра внутренних дел УССР; по «делу Багирова»
- Рубен Маркарян — министр внутренних дел Дагестанской АССР
- Тимофей Борщёв — министр внутренних дел Туркменской ССР
- Хорен Григорян — министр внутренних дел Армянской ССР
- Ага Салим Атакишиев — 1-й заместитель министра госбезопасности Азербайджанской ССР
- Степан Емельянов — министр внутренних дел Азербайджанской ССР

по «делу Рухадзе»
- Николай Рухадзе — министр государственной безопасности Грузинской ССР
- Авксентий Рапава — министр государственного контроля Грузинской ССР
- Шалва Церетели — министр внутренних дел Грузинской ССР
- Константин Савицкий — помощник первого заместителя министра внутренних дел СССР[165]
- Никита Кримян — министр государственной безопасности Армянской ССР
- Александр Хазан — в 1937—1938 годах начальник 1-го отделения СПО НКВД Грузии, а затем помощник начальника СТО НКВД Грузии
- Георгий Парамонов — заместитель начальника следственной части по особо важным делам МВД СССР
- Сардион Надарая — начальник 1-го отдела 9-го управления МВД СССР
- и другие

Кроме этого, не менее 100 генералов и полковников были лишены званий и/или наград и уволены из органов с формулировкой «как дискредитировавший себя за время работы в органах… и недостойный в связи с этим высокого звания…»
В 1951 году вышел пятый том Большой советской энциклопедии, в котором был помещён портрет Берии и статья о нём. В 1954 году редакция Большой советской энциклопедии разослала всем своим подписчикам письмо, в котором рекомендовалось «ножницами или бритвенным лезвием» вырезать и портрет, и страницы, посвящённые Л. П. Берии, а вместо них вклеить другие (присланные в том же письме), содержащие другие статьи, начинающиеся на те же буквы. В печати и литературе времён «оттепели» произошла демонизация образа Берии, с возложением на него вины за все массовые репрессии как на главного инициатора.
Определением Военной коллегии Верховного суда РФ от 29 мая 2002 года Берия как организатор политических репрессий был признан не подлежащим реабилитации:

…Исходя из изложенного, Военная коллегия приходит к выводу, что Берия, Меркулов, Кобулов и Гоглидзе являлись теми руководителями, кто организовал на государственном уровне и лично проводил массовые репрессии в отношении собственного народа. А поэтому Закон «О реабилитации жертв политических репрессий» распространяться на них, как на виновников террора, не может.
…Руководствуясь ст. ст. 8, 9, 10 Закона РФ «О реабилитации жертв политических репрессий» от 18 октября 1991 года и ст. 377—381 УПК РСФСР, Военная коллегия Верховного суда Российской Федерации определила: «Признать Берию Лаврентия Павловича, Меркулова Всеволода Николаевича, Кобулова Богдана Захарьевича, Гоглидзе Сергея Арсеньевича не подлежащими реабилитации».
— Выписка из определения военной коллегии Верховного суда РФ № бн-00164/2000 от 29.V.2002.
В начале 2000-х годов Берия рассматривался некоторыми исследователями лишь как исполнитель сталинской политики.

## Семья и личная жизнь
Жена — Нина (Нино) Теймуразовна Гегечкори (1905—1991). Дочь мегрельского дворянина Теймураза Гегечкори от брака с княжной Дарико Чиковани. В 1990 году в возрасте 84 лет вдова Лаврентия Берии дала интервью, в котором полностью оправдывала деятельность мужа.
- первый сын — родился в начале 1920-х и умер в раннем детстве. Об этом сыне упоминается в документальном фильме «Дети Берии. Серго и Марта», а также в протоколе допроса Нино Таймуразовны Гегечкори.
- второй сын Серго (1924—2000) — главный конструктор киевского НИИ «Комета».

В последние годы жизни Берия имел вторую жену (незарегистрированную официально сожительницу) — Валентину (Лялю) Дроздову, которая на момент их знакомства была школьницей. Валентина Дроздова родила от Берии дочку, названную Мартой или Этери или Люсей, позже вышедшую замуж за историка Александра Гришина (1950—2013) — сына первого секретаря московского горкома КПСС Виктора Гришина. На следующий день после сообщения в газете «Правда» об аресте Берии Дроздова подала заявление в прокуратуру о том, что была Берией изнасилована и жила с ним под угрозой физической расправы. На суде она и её мать А. И. Акопян выступили в качестве свидетелей, дав обвинительные показания против Берии. Сама Валентина Дроздова позднее была любовницей валютного спекулянта Яна Рокотова, расстрелянного в 1961 году, и женой теневика-трикотажника Ильи Гальперина, расстрелянного в 1967 году.
После осуждения Берии его близкие родственники и близкие родственники осуждённых вместе с ним были высланы в Красноярский край, Свердловскую область и Казахстан.

## Награды
Указом Президиума Верховного Совета СССР от 8 августа 1953 года лишён всех присвоенных ему званий и наград.
- Герой Социалистического Труда (№ 80 от 30.09.1943);
- 5 орденов Ленина:
  - 17 марта 1935 года (№ 1236) — за выдающиеся успехи в течение ряда лет в области сельского хозяйства, равно как и в области промышленности;
  - 30 сентября 1943 года (№ 14839) — за особые заслуги в области усиления производства вооружения и боеприпасов в трудных условиях военного времени;
  - 21 февраля 1945 года (№ 27006);
  - 29 марта 1949 года (№ 94311) — в связи с пятидесятилетием со дня рождения и за его выдающиеся заслуги перед Коммунистической партией и советским народом;
  - 29 октября 1949 года (№ 118679) — за организацию дела производства атомной энергии и успешное завершение испытания атомного оружия;
- 2 ордена Красного Знамени:(03.04.1924, № 7034; 03.11.1944, № 11517).
- Орден Суворова 1-й степени (№ 217 от 08.03.1944 года). Указ отменён 4 апреля 1962 года
- 7 медалей:
  - Юбилейная медаль «XX лет Рабоче-Крестьянской Красной Армии» (22.02.1938)
  - Медаль «За оборону Москвы» (1944)
  - Медаль «За оборону Сталинграда» (1943)
  - Медаль «За оборону Кавказа» (1944)
  - Медаль «За победу над Германией в Великой Отечественной войне 1941—1945 гг.» (1945)
  - Медаль «В память 800-летия Москвы» (1948)
  - Юбилейная медаль «30 лет Советской Армии и Флота» (1948)
- Орден Красного Знамени Грузинской ССР (03.07.1923)
- Орден Трудового Красного Знамени Грузинской ССР (10.04.1931)
- Орден Трудового Красного Знамени Азербайджанской ССР (14.03.1932)[26]
- Орден Республики (Тува) (18.08.1943)
- Орден Сухэ-Батора № 31 (29.03.1949)
- Орден Красного Знамени (Монголия) № 441 (15.07.1942)
- Медаль «XXV лет МНР» № 3125 (19.09.1946)
- Сталинская премия I-й степени (29 октября 1949 г. и 6 декабря 1951 г.)
- Нагрудный знак «Почётный работник ВЧК-ОГПУ (V)», № 100
- Нагрудный знак «Почётный работник ВЧК-ГПУ (XV)», № 205 (20.12.1932)
- Именное оружие — пистолет «Браунинг»
- Часы с монограммой

## Объекты, носившие имя Л. П. Берии
В честь Берии назывались:
- Бериевский район — в период с февраля по май 1944 года (ныне Новолакский район Дагестана).
- Бериевский район — район Армянской ССР в 1939—1953 годах с административным центром в посёлке имени Берии.
- район имени Л. П. Берия — до 1953 года название Калининского района г. Тбилиси.
- Берияаул — село Новолакское, Дагестан
- Берияшен — Шаруккар, Азербайджанская ССР
- Бериякенд — прежнее название села Ханларкенд, Саатлинский район, Азербайджанская ССР
- Имени Берии — с 1939 по 1953 год название села Маисян Армянской ССР (ныне в Армавирской области).

Кроме того, его именем назывались посёлки в Калмыкии и Магаданской области.
- Именем Берии ранее назывались Кооперативная улица в Харькове, Площадь Свободы в Тбилиси, проспект Победы в Озёрске, Апшеронская площадь во Владикавказе (Дзауджикау), Цимлянская улица в Хабаровске, улица Гагарина в Сарове, улица Первомайская в Северске, улица Мира в Уфе и Ангарске, улица Богдана Хмельницкого в Новосибирске.
- Тбилисский стадион «Динамо» носил имя Берии.
- С 1940 года проводился всесоюзный кросс имени Берия. Это были заочные соревнования ведомства «Динамо»[176].
- Кировабадский государственный театр носил имя Берии (позднее — имени Джафара Джаббарлы).
- В 1996 году именем Берии была названа одна из центральных улиц города Зугдиди[177].
- В честь Берии был назван танкер[178].
- В 1941 году имя Берии было присвоено Азербайджанскому сельскохозяйственному институту[179].
- При жизни, в Грузинской ССР, имя Берии носили: Грузинский государственный сельскохозяйственный институт, Ткварчельска ГРЭС, Тбилисская новая обувная фабрика, полиграфический комбинат «Коммунист», Дворец пионеров и октябрят г. Тбилиси, Ингирский чайный совхоз, Зестафонский ферросплавовый завод, шахта № 2 треста «Ткварчелуголь», Амбролаурский ДК, Хашурская политехническая школа, Тбилисский техникум физкультуры, Батумский машзавод чайного оборудования, Квирильский мост, Кутаисская неполная школа № 5, Потийский государственный драмтеатр, Батумский ДПКиО, Агаринский сахзавод, Зугдитская чайная фабрика, Тбилисский вагоноремонтный завод, Батумский завод естественных красителей, Цхакаевский педтехникум[180].

## Киновоплощения
- Михаил Кварелашвили («Сталинградская битва», 1 серия, 1949)
- Николай Мордвинов («Падение Берлина», 1949; «Огни Баку», 1950; «Донецкие шахтёры», 1950)
- Арам Кэтчер / Aram Katcher («The Girl in the Kremlin», США, 1957)
- Дэвид Суше («Красный монарх» («Red Monarch»), Великобритания, 1983)
- Валентин Гафт («Пиры Валтасара, или Ночь со Сталиным», СССР, 1989, «Затерянный в Сибири», Великобритания—СССР, 1991)
- Б. Голадзе («Сталинград», СССР, 1989)
- В. Барташов («Николай Вавилов», СССР, 1990)
- Владимир Сичкарь («Война на западном направлении», СССР, 1990)[181]
- Ян Янакиев («Закон», 1989, «10 лет без права переписки», 1990, «Мой лучший друг — генерал Василий, сын Иосифа», 1991)
- Всеволод Абдулов («И чёрт с нами!», 1991)
- Боб Хоскинс («Ближний круг», Италия—США—СССР, 1992)
- Роланд Надареишвили («Маленький гигант большого секса», СССР, 1992)
- Рошан Сет («Сталин», США—Венгрия, 1992)
- Аркадий Яковлев («Вперёд, за сокровищами гетмана!», Украина, 1993)
- Александр Пашковский («Троцкий», 1993)
- Федя Стоянович («Госпожа Коллонтай» («Gospodja Kolontaj»), Югославия, 1996)
- Пол Ливингстон («Дети революции», Австралия, 1996)
- Бари Алибасов («Умереть от счастья и любви», Россия, 1996)
- Ферит Мязитов («Корабль двойников», 1997)
- Мулид Макоев («Хрусталёв, машину!», 1998)
- Адам Ференцы («Путешествие в Москву» («Podróz do Moskwy»), Польша, 1999, телеспектакль)
- Николай Кириченко («В августе 44-го…», Россия, Белоруссия, 2001)
- Виктор Сухоруков («Желанная», Россия, 2003)
- Роберт Мика / Robert Mika («Шпион Зорге» / Spy Sorge, Япония-Германия, 2003)
- Николай Чиндяйкин («Дети Арбата», Россия, 2004)
- Сейран Даланян («Конвой PQ-17», Россия, 2004)
- Ираклий Мачарашвили («Московская сага», Россия, 2004)
- Владимир Щербаков («Две любви», 2004; «Смерть Таирова», Россия, 2004; «Жена Сталина», Россия, 2006; «Звезда эпохи»; «Апостол», Россия, 2007; «Берия», Россия, 2007; «Гитлер капут!», Россия, 2008; «Легенда об Ольге», Россия, 2008; «Вольф Мессинг: видевший сквозь время», Россия, 2009; «Берия. Проигрыш», Россия, 2010; «Вангелия», Россия, 2013; «По лезвию бритвы», 2013; «Главный», 2013; «Казнить нельзя помиловать», 2017).
- Ерванд Арзуманян («Архангел», Великобритания-Россия, 2005)
- Малхаз Асламазашвили («Сталин. Live», 2006).
- Борис Исаров (Nuclear Secrets (сериал), 2007)
- Вадим Цаллати («Утёсов. Песня длиною в жизнь», 2006).
- Вячеслав Гришечкин («Охота на Берию», Россия, 2008; «Фурцева», 2011; «Контригра», 2011; «Товарищ Сталин», 2011; «Красные горы», 2013.)
- Александр Лазарев-младший («Застава Жилина», Россия, 2008)
- Сергей Багиров («Вторые», 2009; «Смерть шпионам. Ударная волна», 2012)
- Адам Булгучев («Утомлённые солнцем-2», Россия, 2010; «Жуков», 2012; «Зоя», 2010; «Легавый», 2012; «Легавый-2», 2014; «Убить Сталина», 2013; «Бомба», 2013; «Гетеры майора Соколова», 2013; «Орлова и Александров», 2014; «Власик. Тень Сталина», 2015; «СМЕРШ», 2019; «Истребители. Битва за Крым», 2024)
- Жиль Гастон-Дрейфус («Обыкновенная казнь» / Une exécution ordinaire 2010)
- Василий Остафийчук («Баллада о бомбере», 2011)
- Кшиштоф Драч (Krzysztof Dracz) («Отель Люкс», Германия 2011)
- Алексей Зверев («Служу Советскому Союзу», 2012)
- Сергей Газаров («Шпион», 2012, «Сын отца народов», 2013)
- Алексей Эйбоженко-младший («Второе восстание Спартака», 2012, «Апперкот для Гитлера», 2015)
- Юлиан Малакянц («Жизнь и судьба», 2012)
- Роман Гришин («Сталин с нами», 2013)
- Цвет Лазар («Столетний старик, который вылез в окно и исчез», Швеция, 2013)
- Саймон Расселл Бил («Смерть Сталина», Великобритания, Франция, 2017)
- Мурад Султаниязов («Светлана», 2018)
- Сергей Багиров («Зорге», 2018)
- Грегори-Саид Багов («Волк», 2020)
- Виталий Коваленко («Бомба», 2020)
- Виталий Крылов («Начальник разведки», Россия, 2022)

## Память
- Портрет на потолочной фреске «1960» вокзального комплекса Екатеринбург-Пассажирский[182][183].
- В январе 2020 года стало известно о планах госкорпорации «Росатом» установить в павильоне атомной энергии на ВДНХ в Москве две вандалостойкие фигуры Лаврентия Берии с силиконовыми головами «индивидуального изготовления», акриловыми глазными яблоками и натуральными волосами, которые будут играть «важную роль в создании соответствующей атмосферы экспозиционного пространства». Тела фигур должны быть сделаны из стеклопластика и быть вандалостойким. Выставка «Атомный проект СССР» обойдётся «Росатому» в 1,28 миллиарда рублей. Представитель «Росатома» заявлял СМИ, что благодаря организаторским способностям Берии Советскому Союзу «удалось в кратчайшие сроки разрушить монополию США на ядерное оружие»[184].

## Труды
- Л. Берия. Речь на собрании избирателей Тбилисского-Сталинского избирательного округа 5 февраля 1946 года. Гос. изд-во полит. лит-ры, 1946
- Л. Берия. Речь на собрании избирателей Тбилисского-Сталинского избирательного округа 9 марта 1950 года. Гос. изд-во полит. лит-ры, 1950
- Л. Берия. [Сталин — ] Великий вдохновитель и организатор побед коммунизма. Госполитиздат, 1949
- Товарищ Сталин — продолжатель великого дела Ленина. Авторы: A. Андреев, A. Косыгин, А. Микоян, Г. Маленков, К. Ворошилов, Л. Берия, Л. Каганович, Н. Шверник, В. Молотов. Гос. изд-во полит. лит-ры, 1949
- Л. Берия.Речь на XIX съезде ВКП (б) 7 октября 1952. Гос. изд-во полит. лит-ры, 1952
- L. Beria. The 34th anniversary of the great October Socialist revolution: speech devlivered at a celebration meeting of the Moscow Soviet, November 6, 1951. Foreign Languages Pub. House, 1951
- Л. Берия. Речь на траурном митинге в день похорон Иосифа Виссарионовича Сталина на Красной площади 9 марта 1953 года. Гос. изд-во полит. лит-ры, 1953
- Л. Берия. К вопросу об истории большевистских организаций в Закавказье. Доклад на собрании Тифлисского партактива 21-22 июля 1935 г. — Партиздат ЦК ВКП /б/, 1936, 1948, 1952
- Л. Берия. За нефть и хлопок: речи и статьи. — Баку: Б. и., 1933. — 89 с.
- Л. Берия. Ладо Кецховели. М., Партиздат, 1937.
- Под великим знаменем Ленина—Сталина: Статьи и речи. Тбилиси, 1939;
- Речь на XVIII съезде Всесоюзной Коммунистической Партии (большевиков) 12 марта 1939 года. — Киев: Госполитиздат Украинской ССР, 1939;
- Отчётный доклад о работе Центрального Комитета КП(б) Грузии на XI съезде КП(б) Грузии 16 июня 1938 г. — Сухуми: Абгиз, 1939;
- Величайший человек современности [И. В. Сталин]. — Киев: Госполитиздат Украинской ССР, 1940;
- Ладо Кецховели. (1876—1903)/(Жизнь замечательных большевиков). Перевод Н. Ерубаева. — Алма-Ата: Казгосполитиздат, 1938;
- О молодёжи. — Тбилиси: Детюниздат Грузинской ССР, 1940.

## Оценки
Никита Хрущёв в докладе на XX съезде КПСС «О культе личности и его последствиях» сказал:

 В организации различных грязных и позорных дел гнусную роль играл махровый враг нашей партии, агент иностранной разведки Берия, втёршийся в доверие к Сталину…Теперь установлено, что этот мерзавец шёл вверх по государственной лестнице через множество трупов на каждой ступеньке… Берия уничтожил десятки тысяч партийных и советских работников…
Константин Симонов следующим образом характеризует роль Л. П. Берии в советской истории:

Если попытаться собрать, спрессовать в нечто единое все самое отвратительное для человеческого сознания, самое жестокое, трагическое, свирепое и грязное, что было в той эпохе, отделив, вырвав его из всего остального, из всего другого, которое тоже было, то именно Берия, его дела, сама возможность его долголетнего существования при Сталине были тем комком блевотины, политической и нравственной, который оказался исторгнутым и до конца очевидным уже после того, как сама эпоха оказалась обрублена смертью Сталина.
Рой Медведев пишет о личных качествах Берии и главной причине его возвышения Сталиным:

Берия был груб, невежествен, жаден до плотских наслаждений, хитер и ловок. В среде партийной интеллигенции говорили, что он не читал ни одной книги «еще со времен Гутенберга», и все же его побаивались. Письма и сообщения о моральном разложении, грубости и даже преступлениях Берии поступали к Сталину от многих работников Закавказья. Но Сталин игнорировал их. Логика многих деспотов подсказывала ему, что чем более темным было прошлое Берии, тем более преданным лично ему (Сталину) будет этот человек в настоящем.
Д. ю. н. Виталий Курляндский писал в учебнике «Советское уголовное право. Часть особенная» (1964):

К террористической расправе над честными партийными и советскими работниками, над ни в чём не повинными советскими людьми прибегали изменник Родины Берия и его сообщники. Боясь разоблачения своей преступной антисоветской деятельности, заговорщики с чудовищным цинизмом физически уничтожали каждого, кто, по их мнению, знал и мог выдать их враждебные замыслы или являлся препятствием в достижении преступной цели — свержения существующего советского государственного и общественного строя и захвата власти.